# Monument aux morts de Bize
Le monument aux morts de Bize (Hautes-Pyrénées, France) est consacré aux soldats de la commune morts lors des conflits du XXe siècle.

## Description
Le monument, se compose d'un piédestal, reposant sur un double emmarchement, sur lequel se dresse la statue du Poilu au repos en fonte ciselée bronze patiné, œuvre du sculpteur Étienne Camus et réalisé par les Établissements Jacomet de Villedieu (Vaucluse).
Il se tient debout, les mains sur le canon de son fusil, dont la crosse repose à terre, orientée parallèlement à ses pieds. Il vêtu de son uniforme : casque, manteau, pantalon et bandes molletières. Il porte une décoration à son revers. Son visage est muni d'une moustache ; il regarde droit devant lui. Son pied gauche est légèrement avancé. Sa main gauche repose sur sa main droite.
35 noms, classés par année de décès, sont gravés sur le piédestal.

## Galerie

Sélection de vues du monument aux morts municipal.
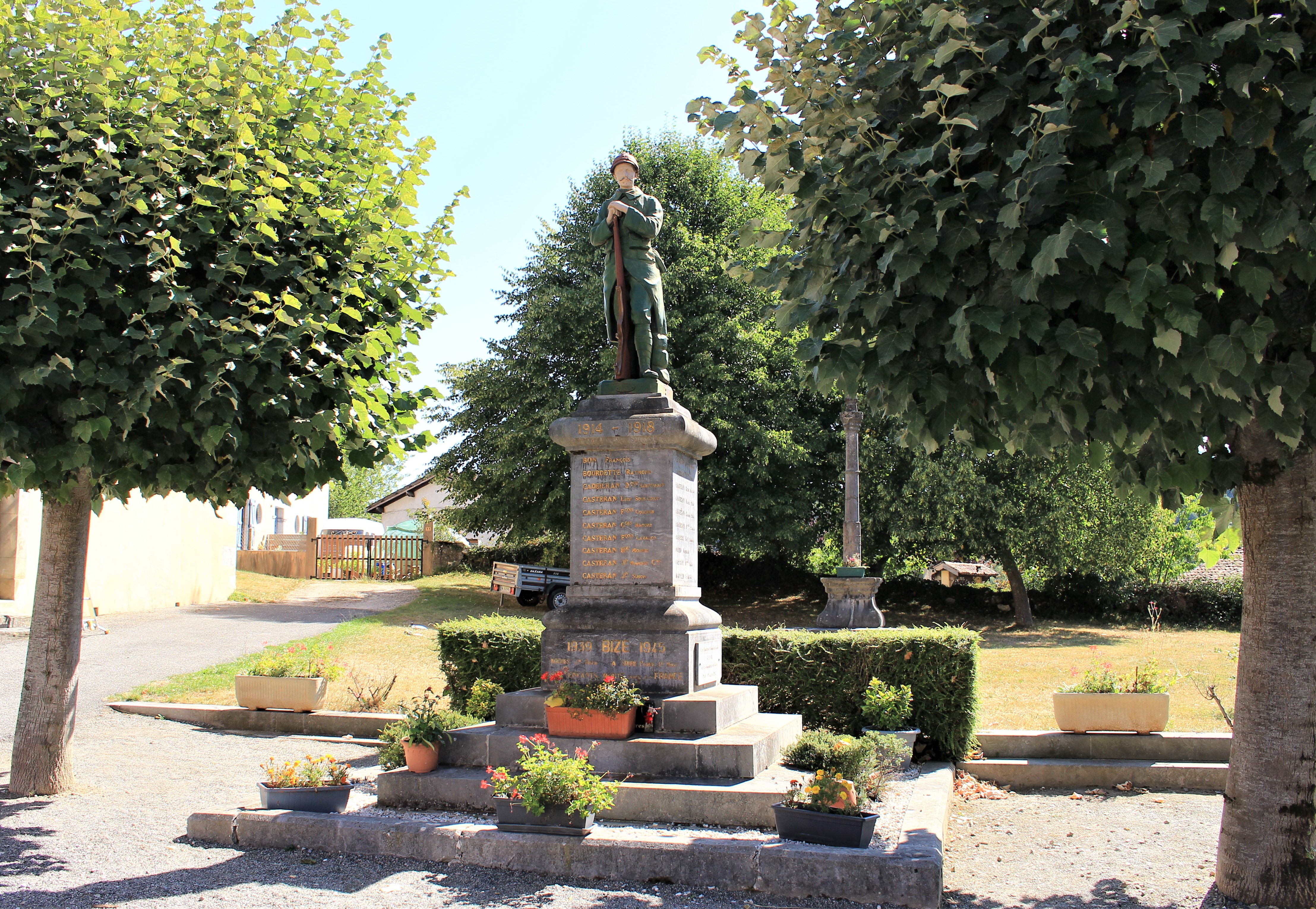
Le poilu.
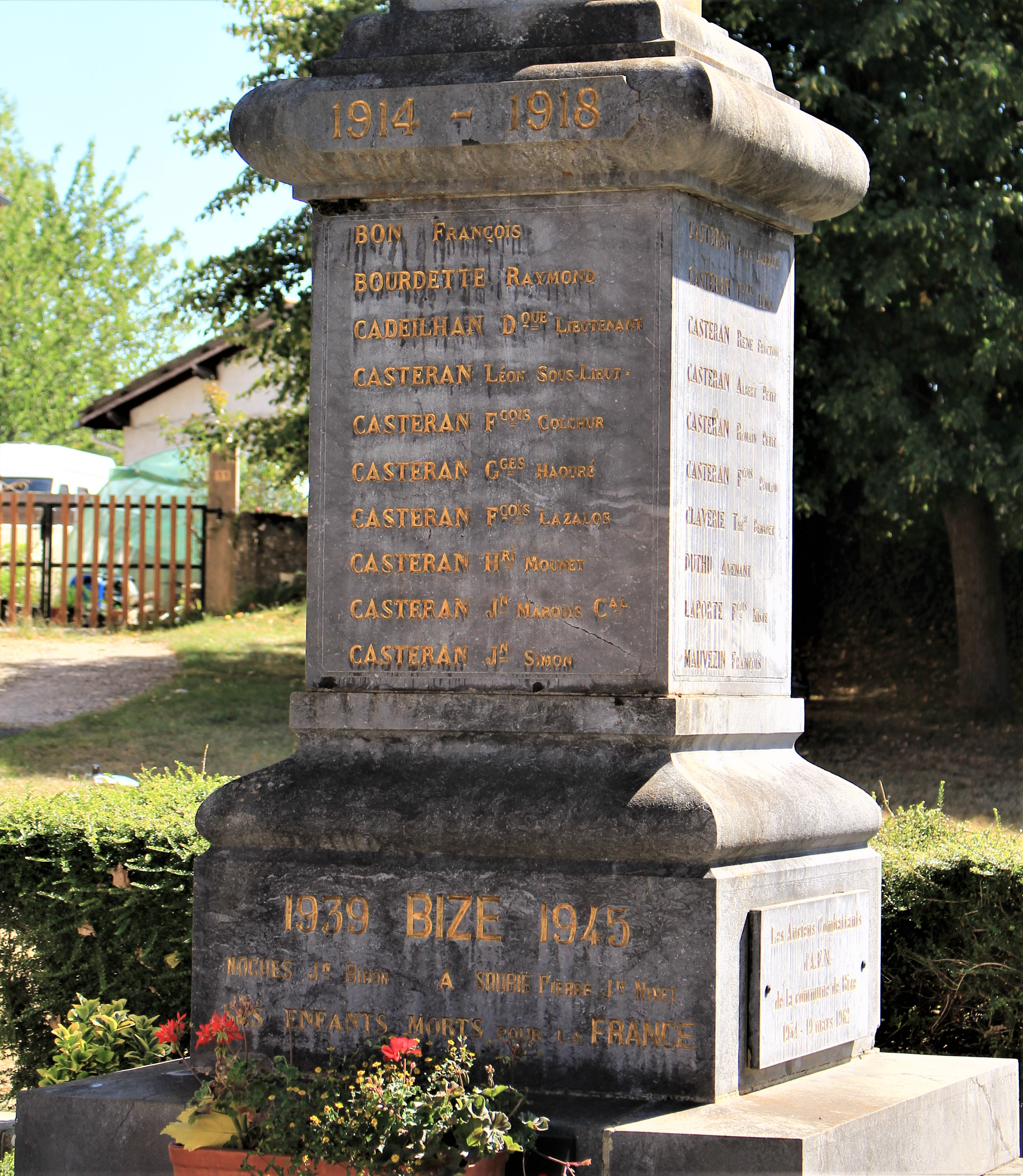
Le piédestal.
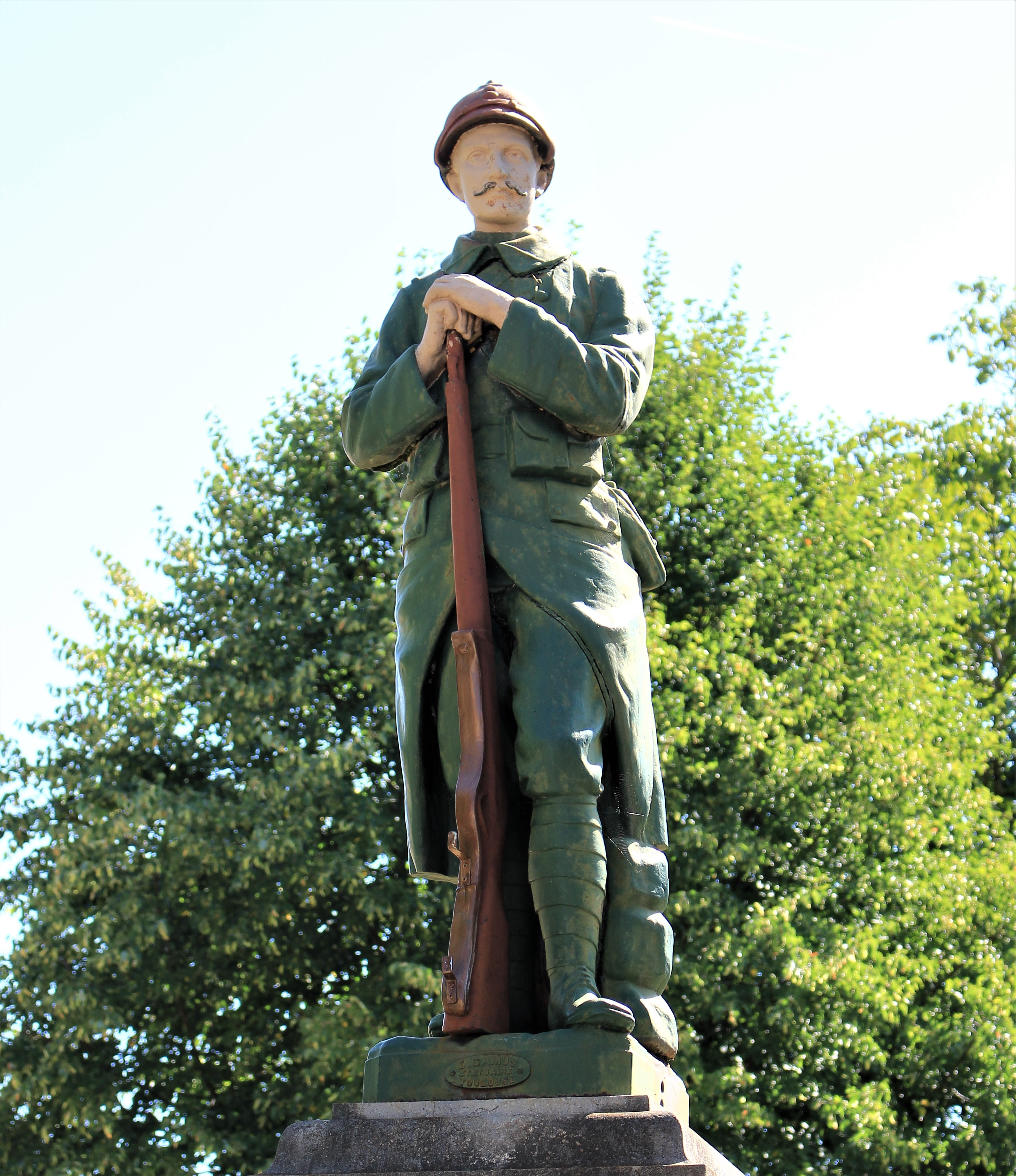
Le poilu.